# Vilém IX. Akvitánský
Vilém IX. Akvitánský zvaný Trubadúr (fr. Guillaume de Poitiers, okc. Guilhèm de Peitieus; 22. října 1071 – 10. února 1126) byl akvitánský vévoda, hrabě z Poitiers, křižák a milovník krásných žen. Je považován za prvního jménem známého trubadúra, z jeho básnické tvorby se dochovalo jedenáct veršovaných skladeb opěvujících smyslovou lásku a zbožňovanou ženu.

## Život

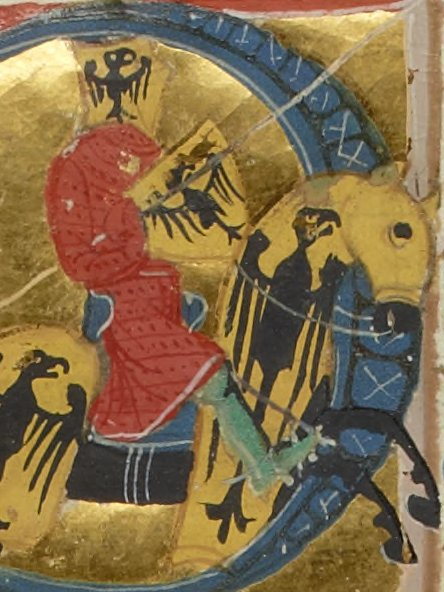
Vilém IX. Akvitánský (středověká iluminace)

Narodil se jako syn akvitánského vévody Viléma VIII. a Hildegardy, dcery Roberta Burgundského. Po otcově smrti roku 1086 převzal vládu nad Akvitánií. Svou první choť Ermengardu z Anjou po roce trvání manželství zapudil a jeho druhá manželka Filipa z Toulouse, bývalá aragonská královna, od něj pro dlouholetou nevěru odešla do kláštera. Pro svůj milostný život byl církví exkomunikován. Kronikář Vilém z Malmesbury jej považoval za marnivého smilníka.
| „                          | Chvála buď té, jež v mládí mém naučila mě kouskům všem, jimiž jsem těšil mnoho žen. V hře na polštářích mistrem jsem už napořád a s kterýmkoli sousedem se změřím rád... | “ |
| — Vilém IX. (Kéž každý ví) | |   |

Zúčastnil se křížové výpravy ve Svaté zemi, kde o vlásek unikl smrti a jako žebrák se dostal do bezpečí.
| „                     | Když velikánské vojsko francké... směřovalo k Jeruzalému, byli v tom množství též Vilém, hrabě Poitonský... a lidu nesčetně, seskupeného v dvojí vojsko, jízdní a pěší. Těm na Romanských hranicích se postavil Turek Soliman... on nezapomenuv na své ztráty, s velikým množstvím Turků nešťastně rozprášil vojsko Francké a skoro vše k záhubě přivedl... Tam ztratil hrabě poitonský všecko, co měl, družinu a čeleď svou i peníze. A stěží smrti ušed, pěšky jen a bídou truchlý a zahanben došel do Antiochie... | “ |
| — Fulcher ze Chartres | |   |

Strádání prožité ve Svaté zemi o několik let později Vilémovi nezabránilo v účasti na reconquistě v Andalusii, kde společně s Alfonsem Aragonským bojoval proti Maurům. Dvakrát se snažil získat hrabství Toulouse. Měl časté spory s duchovenstvem, ale podporoval náboženského reformátora Roberta z Arbrisselu a jeho snažení. Zdá se, že koncem života se vydal na pouť do Santiaga de Compostela. Zemřel na počátku roku 1126 a byl pohřben v klášteře Montierneuf v Poitiers.
| „                                    | Prosím, až budu po smrti, vzpomeňte na mě s vlídností. Dostalo se mi velké cti, že šťastné dny jsem mohl žít. Teď musím krásu, radosti i dvorský život opustit. | “ |
| — Vilém IX. (Poněvadž zpívat nemohu) | |   |